# Эстадио де ла Серамика
«Эста́дио де ла Сера́мика» (вал. Estadi de la Ceràmica, исп. Estadio de la Cerámica) — многофункциональный стадион в Вильярреале. В основном используется для проведения футбольных матчей и является домашним стадионом для местного футбольного клуба «Вильярреал». Стадион вместимостью 25 000 мест был открыт в 1923 году. Средняя посещаемость стадиона составляет 17 000 человек; это является довольно хорошим результатом учитывая то, что в городе проживает чуть более 50 000 жителей.

## История
Стадион был открыт 17 июня 1923 года матчем между «Сервантесом» и «Кастельоном». При открытии он назывался «Кампо-дель-Виллареал», а своё нынешнее название стадион получил два года спустя, одновременно получив и прозвище Feudo Amarillo.
Первая реконструкция стадиона проходила в летнее межсезонье в 1952 году. Размеры поля изменили с 95×65 на 105×65 для соответствия стандартам. В 1960-х годах на стадионе устанавливали надтрибунное укрытие. В сезоне 1971/1972 работы были завершены. В 1988 году стадион снова реконструировали, он обрёл свой нынешний внешний вид и открылся матчем между «Вильярреалом» и мадридским «Атлетико».
К 75-летию клуба на стадионе прошла очередная реконструкция. На южной трибуне была установлена vip-ложа, а на северной прошли отделочные работы. Около стадиона размещена статуя жёлтой подводной лодки в честь прозвища «Вильярреала».
8 Января 2017 перед матчем Ла Лиги против Барселоны, Вильярреал изменил имя стадиона с El Madrigal на Estadio de la Cerámica(керамический стадион) в честь местного производства.

## Лига чемпионов
Прежде чем стадион допустили к Лиге чемпионов, на нём провели срочную мелкую реконструкцию, отремонтировав раздевалки, добавив комнаты для делегатов УЕФА, комнаты для допинг-контроля, расширив зал для пресс-конференций, а также обновив фасад плиткой жёлтого цвета.